# Bistum Saint-Pons-de-Thomières

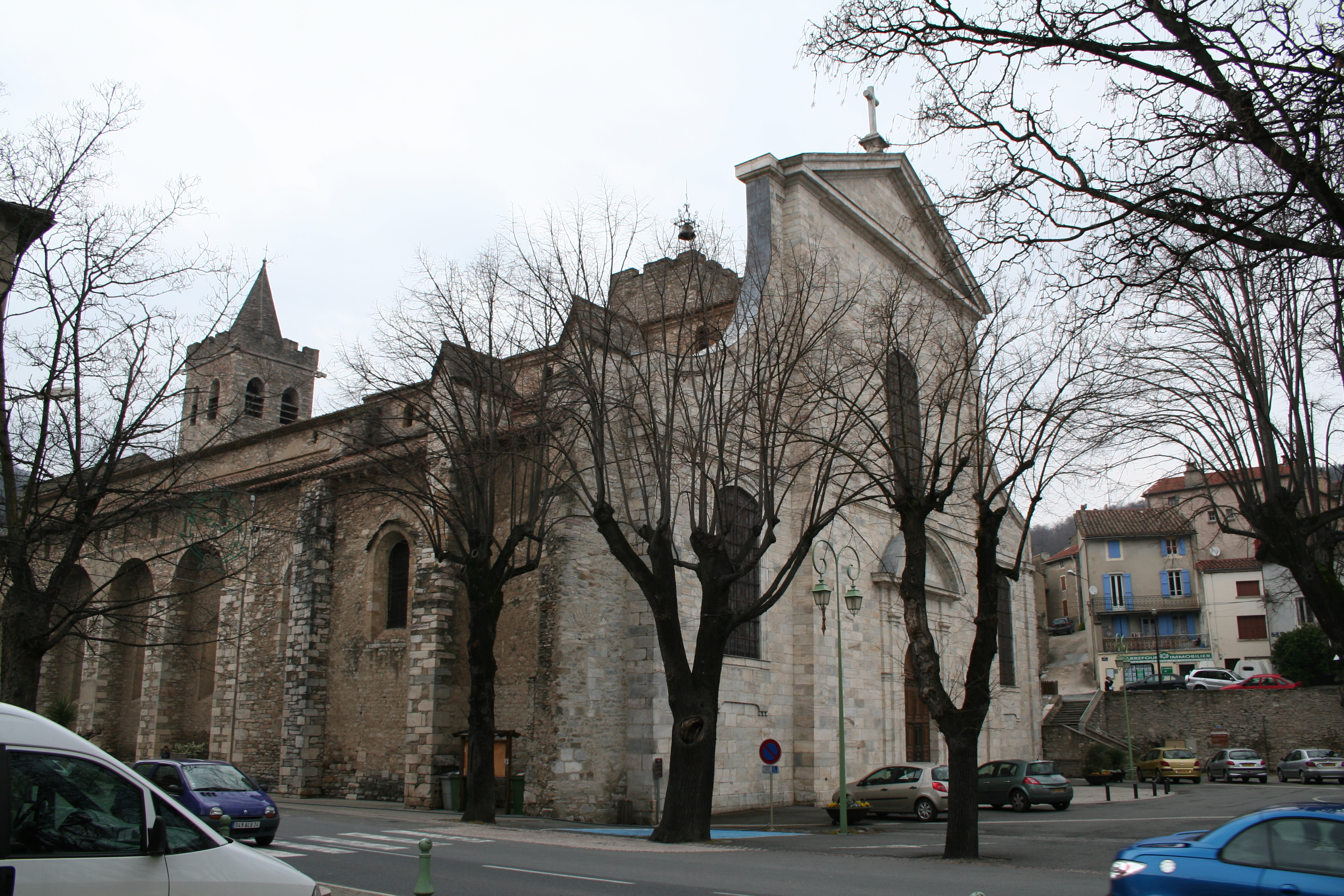
Ehemalige Kathedrale von St.-Pons

Die im Languedoc (Südfrankreich) gelegene römisch-katholische Diözese Bistum Saint-Pons-de-Thomières (lat.: Dioecesis Sancti Pontii Thomeriarum) mit Sitz in Saint-Pons-de-Thomières wurde am 11. Juli 1317 begründet und durch eine Bulle Papst Johannes XXII. am 18. Februar 1318 offiziell verkündet.

## Geschichte
Es gehörte der Kirchenprovinz Narbonne an. Durch das Konkordat von 1801 zwischen Napoleon und dem Heiligen Stuhl wurde es am 29. November 1801 aufgehoben; sein Gebiet wurde dem Bistum Montpellier eingegliedert.
Die ehemalige Kathedrale von Saint-Pons-de-Thomières blieb erhalten und wird nach wie vor als Pfarrkirche genutzt.